# Szász darázs

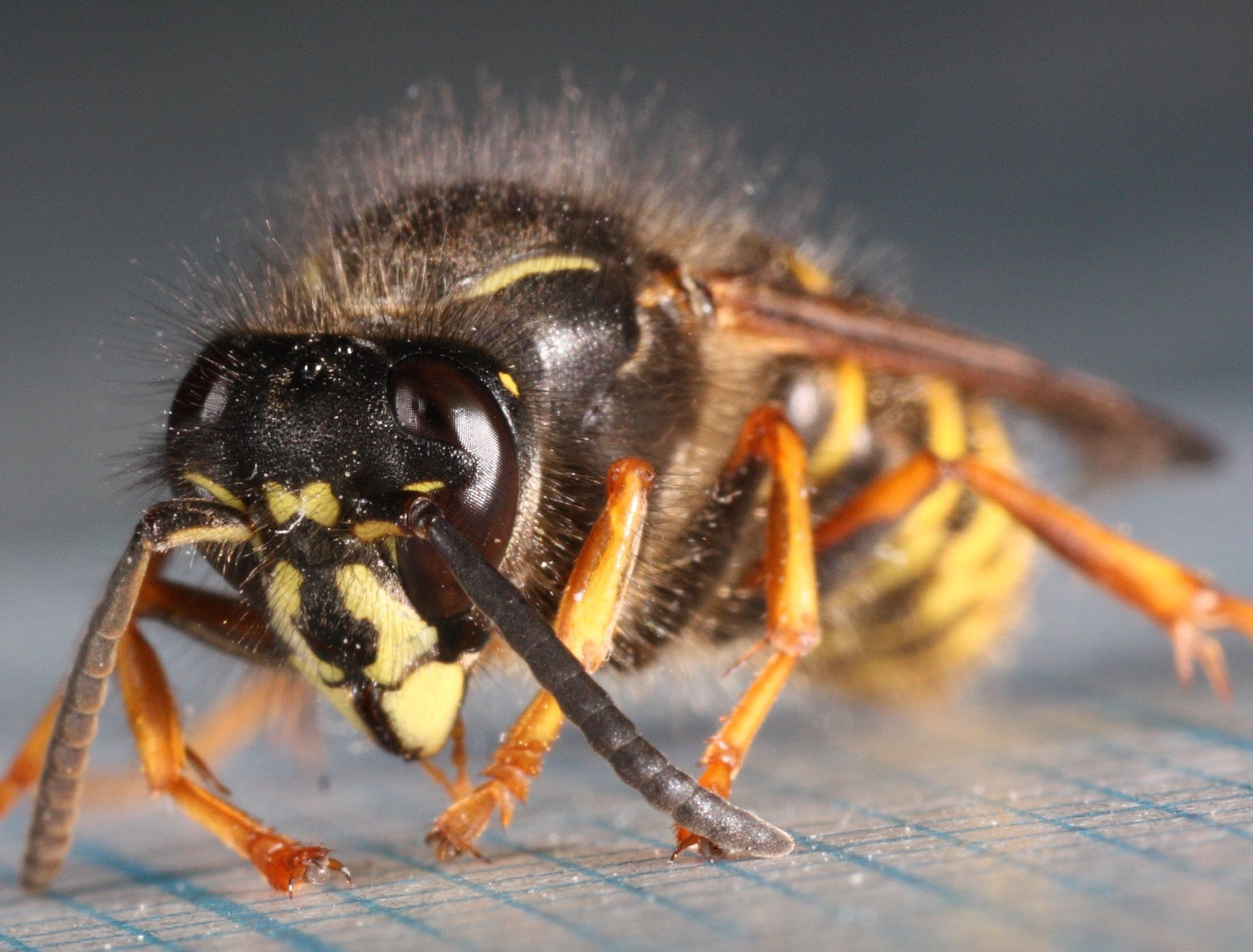
Dolichovespula saxonica

A szász darázs (Dolichovespula saxonica) a rovarok (Insecta) osztályának a hártyásszárnyúak (Hymenoptera) rendjébe, ezen belül a fullánkosdarázs-alkatúak (Apocrita) alrendjébe és a valódi darazsak (Vespidae) családjába tartozó faj.

## Előfordulása
A szász darázs elterjedési területe egész Európa, Szibéria és Észak-Amerika. Rendszeresen előfordul és gyakori.

## Megjelenése
A szász darázs 1-1,8 centiméter hosszú. Meghatározása nehéz, mégis általánosan ismert. Németországban a padlások és kerti házak jellegzetes darazsa. Sajnos az emberek a szúrása miatti félelmükben fészkeikből igen sokat elpusztítanak, pedig a darazsak csupán akkor szúrnak, ha veszélyben érzik magukat. Fullánkjuk más felépítésű, mint a méheké. Az utóbbiak meleg vérű élőlény testébe szúrva elpusztulnak, mert horgas végű fullánkjuk megakad, és kihúzáskor kitépődik a méh testéből. Ezzel szemben a darazsak fullánkján nincs horog, az állat a szúrás után könnyen kihúzhatja.

## Életmódja
A szász darázs kultúrterületek és erdők lakója. Tápláléka rovarokból és pókokból áll.

## Szaporodása
A telet csak a megtermékenyített fiatal nőstények élik túl, melyek tavasszal padláson vagy védett lombkorona alatt építik meg gömbölyű, szürke fészküket.